# روكيا أراوخو دي ألميدا
روكيا أراوخو دي ألميدا (مواليد 21 سبتمبر 1991) هو لاعب كرة قدم برازيلي.

## وصلات خارجية
- روكيا أراوخو دي ألميدا على موقع رابطة كرة القدم اليابانية للمحترفين (اليابانية)
- روكيا أراوخو دي ألميدا على موقع دوري كوريا الجنوبية (الإنجليزية)
- روكيا أراوخو دي ألميدا على موقع قاعدة بيانات كرة القدم.إي يو (الإنجليزية)
- روكيا أراوخو دي ألميدا على موقع Soccerway.com (الإنجليزية)
- روكيا أراوخو دي ألميدا على موقع عالم كرة القدم.نت (الإنجليزية)